# Куба на летних Олимпийских играх 2024
Куба на Олимпийских играх 2024 года в Париже была представлена 60 спортсменами (с учетом запасных, выступавших в соревнованиях) в 16 видах спорта. Борец греко-римского стиля Михаин Лопес стал первым в истории спортсменом, завоевавшим пять золотых медалей на пяти Олимпиадах в одной и той же индивидуальной дисциплине.

## Медали
| Медаль  | Спортсмен(ы)       | Вид спорта                  | Дисциплина                 | Дата       |
| ------- | ------------------ | --------------------------- | -------------------------- | ---------- |
| Золото  | Михаин Лопес       | Греко-римская борьба        | До 130 кг                  | 6 августа  |
| Золото  | Эрисланди Альварес | Бокс                        | До 63,5 кг                 | 7 августа  |
| Серебро | Юснейлис Гусман    | Вольная борьба              | До 50 кг                   | 7 августа  |
| Бронза  | Арлен Лопес        | Бокс                        | До 80 кг                   | 4 августа  |
| Бронза  | Габриэль Росильо   | Греко-римская борьба        | До 97 кг                   | 7 августа  |
| Бронза  | Луис Орта          | Греко-римская борьба        | До 67 кг                   | 8 августа  |
| Бронза  | Ярислейдис Сирило  | Гребля на байдарках и каноэ | Каноэ-одиночки, 200 метров | 10 августа |
| Бронза  | Рафаэль Альба      | Тхэквондо                   | Свыше 80 кг                | 10 августа |
| Бронза  | Милаймис Марин     | Вольная борьба              | До 76 кг                   | 11 августа |

| Вид спорта                  | 1 | 2 | 3 | Всего |
| Борьба                      | 1 | 1 | 3 | 5     |
| Бокс                        | 1 | 0 | 1 | 2     |
| Гребля на байдарках и каноэ | 0 | 0 | 1 | 1     |
| Тхэквондо                   | 0 | 0 | 1 | 1     |
| Всего                       | 2 | 1 | 6 | 9     |

| Медали по датам | Медали по датам | Медали по датам | Медали по датам | Медали по датам | Медали по датам |
| --------------- | --------------- | --------------- | --------------- | --------------- | --------------- |
| Дата            | 1               | 2               | 3               |                 |                 |
| 4 августа       | 0               | 0               | 1               | 1               |                 |
| 6 августа       | 1               | 0               | 0               | 1               |                 |
| 7 августа       | 1               | 1               | 1               | 3               |                 |
| 8 августа       | 0               | 0               | 1               | 1               |                 |
| 10 августа      | 0               | 0               | 2               | 2               |                 |
| 11 августа      | 0               | 0               | 1               | 1               |                 |
| Всего           | 2               | 1               | 6               | 9               |                 |

| Медали по полу | Медали по полу | Медали по полу | Медали по полу | Медали по полу |
| -------------- | -------------- | -------------- | -------------- | -------------- |
| Пол            | 1              | 2              | 3              | Всего          |
| Мужчины        | 2              | 0              | 4              | 6              |
| Женщины        | 0              | 1              | 2              | 3              |
| Микст          | 0              | 0              | 0              | 0              |
| Всего          | 2              | 1              | 6              | 9              |

## Квалификация
| № п/п | Вид спорта                  | Мужчины        | Мужчины                | Женщины        | Женщины                | Всего          | Всего                  |
| № п/п | Вид спорта                  | Завоевано квот | Количество спортсменов | Завоевано квот | Количество спортсменов | Завоевано квот | Количество спортсменов |
| ----- | --------------------------- | -------------- | ---------------------- | -------------- | ---------------------- | -------------- | ---------------------- |
| 1     | Академическая гребля        | 1              | 1                      | 1              | 1                      | 2              | 2                      |
| 2     | Бокс                        | 5              | 5                      |                |                        | 5              | 5                      |
| 3     | Борьба                      | 8              | 8                      | 2              | 2                      | 10             | 10                     |
| 4     | Велоспорт                   |                |                        | 1              | 1                      | 1              | 1                      |
| 5     | Гребля на байдарках и каноэ | 1              | 1                      | 3              | 2                      | 4              | 3                      |
| 6     | Дзюдо                       | 2              | 2                      | 2              | 2                      | 4              | 4                      |
| 7     | Лёгкая атлетика             | 7              | 7                      | 9              | 10                     | 16             | 17                     |
| 8     | Настольный теннис           | 1              | 2                      |                | 1                      | 2              | 3                      |
| 9     | Плавание                    | 1              | 1                      | 1              | 1                      | 2              | 2                      |
| 10    | Пляжный волейбол            | 1              | 2                      |                |                        | 1              | 2                      |
| 11    | Прыжки в воду               |                |                        | 3              | 2                      | 3              | 2                      |
| 12    | Современное пятиборье       | 1              | 1                      |                |                        | 1              | 1                      |
| 13    | Стрельба                    | 2              | 2                      | 3              | 2                      | 5              | 4                      |
| 14    | Стрельба из лука            | 1              | 1                      |                |                        | 1              | 1                      |
| 15    | Тхэквондо                   | 1              | 1                      | 1              | 1                      | 2              | 2                      |
| 16    | Тяжёлая атлетика            |                |                        | 1              | 1                      | 1              | 1                      |
|       | ИТОГО                       | 32             | 34                     | 27             | 26                     | 60             | 60                     |

## Состав команды
Академическая гребля
1. Рейди Кардона[англ.]
2. Ярьюлвис Кобас[англ.]

 Бокс
1. Алехандро Кларо[англ.]
2. Сайдель Орта Родригес[англ.]
3. Эрисланди Альварес
4. Арлен Лопес
5. Хулио Сесар ла Крус

 Борьба
Вольная борьба
1. Алехандро Вальдес
2. Хеандри Гарсон
3. Артуро Силот
4. Юснейлис Гусман
5. Милаймис Марин

Греко-римская борьба
1. Кевин де Армас
2. Луис Орта
3. Йосванис Пенья
4. Габриэль Росильо
5. Михаин Лопес

Велоспорт
 Шоссейный велоспорт
1. Арленис Сьерра

Гребля на байдарках и каноэ
 Гребля на гладкой воде
1. Хосе Рамон Пельер[англ.]
2. Ярислейдис Сирило
3. Инноли Лопес[англ.]

 Дзюдо
1. Иван Фелипе Силва
2. Энди Гранда[англ.]
3. Майлин дель Торо Карвахаль[англ.]
4. Идалис Ортис

 Лёгкая атлетика
1. Рейнальдо Эспиноса[англ.]
2. Луис Заяс[англ.]
3. Алехандро Парада[англ.]
4. Ласаро Мартинес
5. Кристиан Наполес
6. Энди Эчаваррия[англ.]
7. Марио Диас[англ.]
8. Юниследи Гарсия[англ.]
9. Роксана Гомес[англ.]
10. Росе Мари Алманса[англ.]
11. Дэйли Купер Гаспар[англ.]
12. Мелисса Падрон[англ.]
13. Саили Диаго[англ.]
14. Леянис Перес
15. Лиадагмис Повеа[англ.]
16. Силинда Моралес[англ.]
17. Мелани Дель Пилар Матеус[англ.]

 Настольный теннис
1. Анди Перейра[англ.]
2. Хорхе Кампос[англ.]
3. Даниэла Фонсека[англ.]

 Плавание
1. Родольфо Фалькон[англ.]
2. Андреа Бекали[англ.]

 Пляжный волейбол
1. Хорхе Алайо[англ.]
2. Нослен Диас[англ.]

 Прыжки в воду
1. Присис Руис[англ.]
2. Анислей Гарсия[англ.]

 Современное пятиборье
1. Марко Рохас Хименес[англ.]

 Стрельба
1. Леурис Пупо
2. Хорхе Альварес[англ.]
3. Лисбет Эрнандес[англ.]
4. Лайна Перес[англ.]

 Стрельба из лука
1. Уго Франко[англ.]

 Тхэквондо
1. Рафаэль Альба
2. Арлеттис Акоста[англ.]

 Тяжёлая атлетика
1. Айамей Медина[англ.]

## Академическая гребля
Куба завоевала по одной квоте на участие в соревнованиях по академической гребле у мужчин и женщин на Американской квалификационной регате 2024 года в Рио-де-Жанейро, Бразилия.
| Спортсмен      | Дисциплина       | Заезд   | Заезд | Утеш. заезд | Утеш. заезд | Четвертьфиналы | Четвертьфиналы | Полуфиналы | Полуфиналы | Финалы  | Финалы |
| Спортсмен      | Дисциплина       | Время   | Место | Время       | Место       | Время          | Место          | Время      | Место      | Время   | Место  |
| -------------- | ---------------- | ------- | ----- | ----------- | ----------- | -------------- | -------------- | ---------- | ---------- | ------- | ------ |
| Рейди Кардона  | Мужчины одиночки | 7.06,45 | 3 QF  | —           | —           | 7.10,40        | 6 Q SC/D       | 7.15,63    | 6 Q FD     | 7.03,23 | 24     |
| Ярьюлвис Кобас | Женщины одиночки | 8.11,13 | 5 R   | 8.10,64     | 3 Q SE/F    | —              | —              | 8.36,16    | 1 Q FE     | 7.57,99 | 27     |

Легенда: FA=Финал А (медали); FB=Финал В; FC=Финал С; FD=Финал D; FE=Финал E; FF=Финал F; SA/B=Полуфиналы A/B; SC/D=Полуфиналы C/D; SE/F=Полуфиналы E/F; QF=Четвертьфиналы; R=Утешительные заезды

## Бокс
Куба завоевала три места в мужской турнир по боксу на Панамериканских играх 2023 года в Сантьяго, Чили и по одному месту на Первом и Втором мировом квалификационных турнирах 2024 года в Бусто-Арсицио, Италия и Бангкоке, Таиланд соответственно.
| Спортсмен             | Категория       | 1/16 финала        | 1/8 финала                      | Четвертьфиналы               | Полуфиналы                | Финал                | Финал                |
| Спортсмен             | Категория       | Соперник Результат | Соперник Результат              | Соперник Результат           | Соперник Результат        | Соперник Результат   | Место                |
| --------------------- | --------------- | ------------------ | ------------------------------- | ---------------------------- | ------------------------- | -------------------- | -------------------- |
| Алехандро Кларо       | Мужчины 51 кг   | —                  | BRAМайкл Триндаде В 5–0         | FRAБиллаль Беннама П 2–3     | завершил выступление      | завершил выступление | завершил выступление |
| Сайдель Орта Родригес | Мужчины 57 кг   | —                  | KGZМунарбек Сейитбек уулу П 2–3 | завершил выступление         | завершил выступление      | завершил выступление |                      |
| Эрисланди Альварес    | Мужчины 63,5 кг | PNGДжон Уме В RST  | ALGЮгурта Аит Бекка В 5–0       | THAБунджонг Синсири В 5–0    | GEOЛаша Гурули В 5–0      | FRAСофьян Умиа В 3–2 | 1                    |
| Арлен Лопес           | Мужчины 80 кг   | —                  | TURКаан Айкутсун В 5–0          | UZBТурабек Хабибуллаев В 3–2 | UKRАлександр Хижняк П 2–3 | завершил выступление | 3                    |
| Хулио Сесар ла Крус   | Мужчины 92 кг   | —                  | Лорен Альфонсо (AZE) П 2–3      | завершил выступление         | завершил выступление      | завершил выступление | завершил выступление |

## Борьба
Куба завоевала три места в турнир по греко-римской борьбе и одно место в женский турнир по вольной борьбе на Чемпионате мира по борьбе 2023 года в Белграде, Сербия; два места в турнир по греко-римской борьбе, три места в мужской турнир по вольной борьбе и одно место в женский турнир по вольной борьбе на Панамериканском квалификационном турнире в Акапулько, Мексика.
Вольная борьба
| Спортсмен         | Категория        | 1/8 финала                  | Четвертьфиналы          | Полуфиналы                | Утеш.поединки             | Финал / За 3 место         | Финал / За 3 место |
| Спортсмен         | Категория        | Соперник Результат          | Соперник Результат      | Соперник Результат        | Соперник Результат        | Соперник Результат         | Место              |
| ----------------- | ---------------- | --------------------------- | ----------------------- | ------------------------- | ------------------------- | -------------------------- | ------------------ |
| Алехандро Вальдес | Мужчины до 65 кг | MGLТумур-Очирын Тулга П 0–5 | завершил выступление    | завершил выступление      | завершил выступление      | завершил выступление       | 11                 |
| Хеандри Гарсон    | Мужчины до 74 кг | JPNДаити Такатани П 0–10    | —                       | SRBХетаг Цаболов П Отказ  | завершил выступление      | завершил выступление       |                    |
| Артуро Силот      | Мужчины до 97 кг | GERЭрик Тиле В 5–0          | USAКайл Снайдер П 0–5   | завершил выступление      | завершил выступление      | завершил выступление       | 9                  |
| Юснейлис Гусман   | Женщины до 50 кг | TURЭвин Демирхан} В 7–6     | LTUГабия Дилите В 10–0  | INDВинеш Пхогат В 0–5 DSQ | —                         | USAСара Хильдебрандт П 0–3 | 2                  |
| Милаймис Марин    | Женщины до 76 кг | BULЮлиана Янева В 7–1       | USAКеннеди Блейдс П 3–4 | —                         | ROUКаталина Аксенте В 5–0 | KGZАйпери Медет кызы В 6–0 | 3                  |

Греко-римская борьба
| Спортсмен        | Категория         | 1/8 финала                 | Четвертьфиналы           | Полуфиналы               | Утешит. поединки             | Финал /За 3 место         | Финал /За 3 место |
| Спортсмен        | Категория         | Соперник Результат         | Соперник Результат       | Соперник Результат       | Соперник Результат           | Соперник Результат        | Место             |
| ---------------- | ----------------- | -------------------------- | ------------------------ | ------------------------ | ---------------------------- | ------------------------- | ----------------- |
| Кевин де Армас   | Мужчины до 60 кг  | JPNКэнъитиро Фумита П 1–4  | —                        | —                        | IRIМехди Мохсеннеджад П 1–10 | завершил выступление      | 11                |
| Луис Орта        | Мужчины до 67 кг  | JPNКётаро Согабэ В PO 8–0  | IRIСаид Эсмаили П 0–9    | —                        | ALGИсхак Гайу В 9–0          | ARMСлавик Галстян В 7–0   | 3                 |
| Йосванис Пенья   | Мужчины до 77 кг  | IRIАмин Кавианинежад П 1–1 | завершил выступление     | завершил выступление     | завершил выступление         | завершил выступление      | 9                 |
| Габриэль Росильо | Мужчины до 97 кг  | GERЛукас Лазогианис В 7–5  | FINАрви Саволайнен В 5–2 | ARMАртур Алексанян П 3–5 | —                            | UZBРустам Ассакалов В 2–0 | 3                 |
| Михаин Лопес     | Мужчины до 130 кг | KORЛи Сын Чан В 7–0        | IRIАмин Мирзазаде В 3–1  | AZEСабах Шариати В 3–1   | —                            | CHIЯсмани Акоста В 6–0    | 1                 |

## Велоспорт

### Шоссейные велогонки
Куба получила по рейтингу UCI одно место в женской групповой гонке на шоссе.
| Спортсмен      | Дисциплина              | Время   | Место |
| -------------- | ----------------------- | ------- | ----- |
| Арленис Сьерра | Женщины Групповая гонка | 4:07.16 | 48    |

## Гребля на байдарках и каноэ

### Гладкая вода
Куба завоевала право выставить две лодки в женских соревнованиях каноисток на гладкой воде по результатам Чемпионата мира 2023 года в Дуйсбурге, Германия и одну лодку в мужских соревнованиях каноистов на Панамериканской квалификационной регате 2024 года в Сарасоте, США. Еще одну лодку Куба получила возможность заявить благодаря квалификации гребцов в других дисциплинах согласно правилам ICF.
| Спортсмен                      | Дисциплина                    | Заезды  | Заезды | Четвертьфиналы | Четвертьфиналы | Полуфиналы            | Полуфиналы            | Финалы                | Финалы                |
| Спортсмен                      | Дисциплина                    | Время   | Место  | Время          | Место          | Время                 | Место                 | Время                 | Место                 |
| ------------------------------ | ----------------------------- | ------- | ------ | -------------- | -------------- | --------------------- | --------------------- | --------------------- | --------------------- |
| Хосе Рамон Пельер              | Мужчины Каноэ-одиночка 1000 м | 3.52,17 | 3 QF   | 3.49,41        | 2 SF           | 3.46,37               | 6 FB                  | 3.48,58               | 10                    |
| Ярислейдис Сирило              | Женщины Каноэ-одиночка 200 м  | 45,94   | 1 SF   | —              | —              | 45,31                 | 1 FA                  | 44,36                 | 3                     |
| Инноли Лопес                   | Женщины Каноэ-одиночка 200 м  | 49,27   | 4 QF   | 48,76          | 5              | завершила выступление | завершила выступление | завершила выступление | завершила выступление |
| Ярислейдис Сирило Инноли Лопес | Женщины Каноэ-двойка 500 м    | 2.03,54 | 7 QF   | 1.56,38        | 3 SF           | 1.57,03               | 3 FA                  | 2.01,77               | 8                     |

## Дзюдо
Куба получила по рейтингу IJF по два места в мужских и женских соревнованиях.
| Спортсмен                  | Категория            | 1/16 финала             | 1/8 финала              | Четвертьфиналы          | Полуфиналы            | Утеш. поединки            | Финал / За 3 место       | Финал / За 3 место    |
| Спортсмен                  | Категория            | Соперник Результат      | Соперник Результат      | Соперник Результат      | Соперник Результат    | Соперник Результат        | Соперник Результат       | Место                 |
| -------------------------- | -------------------- | ----------------------- | ----------------------- | ----------------------- | --------------------- | ------------------------- | ------------------------ | --------------------- |
| Иван Фелипе Силва          | Мужчины до 90 кг     | KGZЭрлан Шеров П 00-10  | завершил выступление    | завершил выступление    | завершил выступление  | завершил выступление      | завершил выступление     | завершил выступление  |
| Энди Гранда                | Мужчины свыше 100 кг | —                       | MONМарвен Гадо В 10-00  | JPNТацуру Саито П 00–01 | —                     | AZEУшанги Кокаури В 10–00 | TJKТемур Рахимов П 00–01 | 5                     |
| Майлин дель Торо Карвахаль | Женщины до 63 кг     | JPNМику Такаичи П 00-10 | завершила выступление   | завершила выступление   | завершила выступление | завершила выступление     | завершила выступление    | завершила выступление |
| Идалис Ортис               | Женщины свыше 78 кг  | INDТулика Маан В 10–00  | SRBМилица Жабич П 00–10 | завершила выступление   | завершила выступление | завершила выступление     | завершила выступление    | завершила выступление |

## Легкая атлетика
Кубинские легкоатлеты выполнили нормативы для участия в Играх 2024 года, пройдя прямую квалификацию или по мировому рейтингу, в следующих соревнованиях (максимум по 3 спортсмена в каждом):
Беговые и шоссейные дисциплины
Мужчины
| Спортсмен          | Дисциплина | Забеги    | Забеги | Утеш. забеги | Утеш. забеги | Полуфиналы | Полуфиналы | Финал                | Финал                |
| Спортсмен          | Дисциплина | Результат | Место  | Результат    | Место        | Результат  | Место      | Результат            | Место                |
| ------------------ | ---------- | --------- | ------ | ------------ | ------------ | ---------- | ---------- | -------------------- | -------------------- |
| Рейнальдо Эспиноса | 100 м      | 10,11     | 3 Q    | —            | —            | 10,21      | 9          | завершил выступление | завершил выступление |

Женщины
| Спортсмен                                                   | Дисциплина            | Забеги    | Забеги | Утеш. забеги | Утеш. забеги | Полуфиналы            | Полуфиналы            | Финал                 | Финал                 |
| Спортсмен                                                   | Дисциплина            | Результат | Место  | Результат    | Место        | Результат             | Место                 | Результат             | Место                 |
| ----------------------------------------------------------- | --------------------- | --------- | ------ | ------------ | ------------ | --------------------- | --------------------- | --------------------- | --------------------- |
| Юниследи Гарсия                                             | 100 м                 | 11,37     | 5      | —            | —            | завершила выступление | завершила выступление | завершила выступление | завершила выступление |
| Роксана Гомес                                               | 400 м                 | 50,38     | 2 Q    | —            | —            | 50,48                 | 5                     | завершила выступление | завершила выступление |
| Росе Мари Алманса                                           | 800 м                 | 2.00,36   | 6      | 2.01,54      | 1 Q          | 1.58,73               | 5                     | завершила выступление | завершила выступление |
| Дэйли Купер Гаспар                                          | 800 м                 | 1.58,88   | 1 Q    | —            | —            | 1.58,39               | 3                     | завершила выступление | завершила выступление |
| Мелисса Падрон Дэйли Купер Гаспар Саили Диаго Роксана Гомес | Эстафета 4×400 метров | 3.33,99   | 8      | —            | —            | —                     | —                     | завершили выступление | завершили выступление |

Технические дисциплины
Мужчины
| Спортсмен        | Дисциплина      | Полуфиналы | Полуфиналы | Финал                | Финал                |
| Спортсмен        | Дисциплина      | Результат  | Место      | Результат            | Место                |
| ---------------- | --------------- | ---------- | ---------- | -------------------- | -------------------- |
| Луис Заяс        | Прыжки в высоту | 2,24       | 14         | завершил выступление | завершил выступление |
| Алехандро Парада | Прыжки в длину  | 7,62       | 25         | завершил выступление | завершил выступление |
| Ласаро Мартинес  | Тройной прыжок  | 16,79      | 11 q       | 17,34                | 8                    |
| Кристиан Наполес | Тройной прыжок  | 16,67      | 18         | завершил выступление | завершил выступление |
| Энди Эчаваррия   | Тройной прыжок  | 16,70      | 17         | завершил выступление | завершил выступление |
| Марио Диас       | Метание диска   | 60,92      | 26         | завершил выступление | завершил выступление |

Женщины
| Спортсмен                | Дисциплина     | Полуфиналы | Полуфиналы | Финал                 | Финал                 |
| Спортсмен                | Дисциплина     | Результат  | Место      | Результат             | Место                 |
| ------------------------ | -------------- | ---------- | ---------- | --------------------- | --------------------- |
| Леянис Перес             | Тройной прыжок | 14,68      | 1 Q        | 14,62                 | 5                     |
| Лиадагмис Повеа          | Тройной прыжок | 14,39      | 4 Q        | 14,64                 | 4                     |
| Силинда Моралес          | Метание диска  | 59,46      | 25         | завершила выступление | завершила выступление |
| Мелани Дель Пилар Матеус | Метание диска  | 61,07      | 19         | завершила выступление | завершила выступление |

## Настольный теннис
Куба завоевала одно место в мужских индивидуальных соревнованиях на Панамериканском квалификационном турнире 2024 года в Лиме, Перу и одно место в соревнованиях смешанных пар на  Панамериканских играх 2023 года в Сантьяго, Чили.
| Спортсмен                    | Дисциплина     | 1/32                    | 1/16                 | 1/8                                          | Четвертьфиналы        | Полуфиналы            | Финал / За 3 место    | Финал / За 3 место    |
| Спортсмен                    | Дисциплина     | Соперник Результат      | Соперник Результат   | Соперник Результат                           | Соперник Результат    | Соперник Результат    | Соперник Результат    | Место                 |
| ---------------------------- | -------------- | ----------------------- | -------------------- | -------------------------------------------- | --------------------- | --------------------- | --------------------- | --------------------- |
| Анди Перейра                 | Мужчины личное | BRAУго Кальдерано П 0–4 | завершил выступление | завершил выступление                         | завершил выступление  | завершил выступление  | завершил выступление  | завершил выступление  |
| Хорхе Кампос Даниэла Фонсека | Микст пары     | —                       | —                    | SWEКристиан Карлссон Кристина Кельберг П 1–4 | завершили выступление | завершили выступление | завершили выступление | завершили выступление |

## Плавание
Куба получила два универсальных места для участия в олимпийском турнире пловцов.
| Спортсмен        | Дисциплина                   | Заплывы  | Заплывы | Полуфиналы            | Полуфиналы            | Финал                 | Финал                 |
| Спортсмен        | Дисциплина                   | Время    | Место   | Время                 | Место                 | Время                 | Место                 |
| ---------------- | ---------------------------- | -------- | ------- | --------------------- | --------------------- | --------------------- | --------------------- |
| Родольфо Фалькон | Мужчины 1500 м вольный стиль | 16.00,31 | 24      | —                     | —                     | завершил выступление  | завершил выступление  |
| Андреа Бекали    | Женщины 200 м вольный стиль  | 2.03,38  | 21      | завершила выступление | завершила выступление | завершила выступление | завершила выступление |

## Пляжный волейбол
Куба квалифицировала одну мужскую пару в олимпийский турнир по Олимпийскому рейтингу FIVB.
| Спортсмены              | Категория | Предварительный раунд                | Предварительный раунд                   | Предварительный раунд                     | Предварительный раунд | 1/8 финала                            | Четвертьфиналы        | Полуфиналы            | Финал / Матч за 3 место | Место |
| Спортсмены              | Категория | Соперник Счёт                        | Соперник Счёт                           | Соперник Счёт                             | Место                 | Соперник Счёт                         | Соперник Счёт         | Соперник Счёт         | Соперник Счёт           | Место |
| ----------------------- | --------- | ------------------------------------ | --------------------------------------- | ----------------------------------------- | --------------------- | ------------------------------------- | --------------------- | --------------------- | ----------------------- | ----- |
| Хорхе Алайо Нослен Диас | Мужчины   | USAМайлз Партейн / Эндрю Бенеш В 2–0 | BRAДжордж Вандерлей / Андре Штейн В 2–0 | MARМохамед Абиша / Зухейр эль Грауи В 2–0 | 1 Q                   | SWEДавид Оман / Йонатан Хельвиг П 1–2 | завершили выступление | завершили выступление | завершили выступление   | =9    |

## Прыжки в воду
Куба получила две квоты в соревнования женщин на 3-метровом трамплине и одну квоту в соревнования женщин на 10-метровой вышке в результате перераспределения квот.
| Спортсмен      | Дисциплина                  | Квалификация | Квалификация | Полуфинал             | Полуфинал             | Финал                 | Финал                 |
| Спортсмен      | Дисциплина                  | Баллы        | Место        | Баллы                 | Место                 | Баллы                 | Место                 |
| -------------- | --------------------------- | ------------ | ------------ | --------------------- | --------------------- | --------------------- | --------------------- |
| Присис Руис    | Женщины 3-метровый трамплин | 239,85       | 25           | завершила выступление | завершила выступление | завершила выступление | завершила выступление |
| Анислей Гарсия | Женщины 3-метровый трамплин | 272,40       | 18 Q         | 264,90                | 15                    | завершила выступление | завершила выступление |
| Анислей Гарсия | Женщины 10-метровая вышка   | 283,00       | 14 Q         | 270,65                | 16                    | завершила выступление | завершила выступление |

## Современное пятиборье
Куба завоевала одно место в мужской турнир на Панамериканских играх 2023 года в Сантьяго, Чили.
| Спортсмен           | Дисциплина     | Дисциплина | Фехтование (шпага до 1 укола) | Фехтование (шпага до 1 укола) | Фехтование (шпага до 1 укола) | Фехтование (шпага до 1 укола) | Плавание (200 м вольный стиль) | Плавание (200 м вольный стиль) | Плавание (200 м вольный стиль) | Конный спорт (конкур) | Конный спорт (конкур) | Конный спорт (конкур) | Конный спорт (конкур) | Комбинация: стрельба и бег (10 м пистолет)/(3200 м) | Комбинация: стрельба и бег (10 м пистолет)/(3200 м) | Комбинация: стрельба и бег (10 м пистолет)/(3200 м) | Сумма                | Место                |
| Спортсмен           | Дисциплина     | Дисциплина | ОР                            | Место                         | Баллы                         | БР                            | Время                          | Место                          | Баллы                          | Время                 | Штраф                 | Место                 | Баллы                 | Время                                               | Место                                               | Баллы                                               | Сумма                | Место                |
| ------------------- | -------------- | ---------- | ----------------------------- | ----------------------------- | ----------------------------- | ----------------------------- | ------------------------------ | ------------------------------ | ------------------------------ | --------------------- | --------------------- | --------------------- | --------------------- | --------------------------------------------------- | --------------------------------------------------- | --------------------------------------------------- | -------------------- | -------------------- |
| Марко Рохас Хименес | Мужской турнир | Полуфинал  | 10–25                         | 36                            | 175                           | 0                             | 2.01,96                        | 7                              | 307                            | 67,56                 | 21                    | 17                    | 279                   | 10.41,65                                            | 16                                                  | 659                                                 | 1420                 | 15                   |
| Марко Рохас Хименес | Мужской турнир | Финал      | завершил выступление          | завершил выступление          | завершил выступление          | завершил выступление          | завершил выступление           | завершил выступление           | завершил выступление           | завершил выступление  | завершил выступление  | завершил выступление  | завершил выступление  | завершил выступление                                | завершил выступление                                | завершил выступление                                | завершил выступление | завершил выступление |

## Стрельба
Куба завоевала четыре квотных места для участия в соревнованиях стрелков по итогам Чемпионат Америки по стрельбе 2022 года и Чемпионата Америки по пулевой стрельбе 2024 года в Буэнос-Айресе, Аргентина. Еще одну квоту Куба получила благодаря квалификации стрелков в других дисциплинах согласно правилам ISSF.
Мужчины
| Спортсмен      | Дисциплина                         | Квалификация | Квалификация | Финал                | Финал                |
| Спортсмен      | Дисциплина                         | Баллы        | Место        | Баллы                | Место                |
| -------------- | ---------------------------------- | ------------ | ------------ | -------------------- | -------------------- |
| Леурис Пупо    | Скорострельный пистолет, 25 метров | 581          | 16           | завершил выступление | завершил выступление |
| Хорхе Альварес | Скорострельный пистолет, 25 метров | 578          | 21           | завершил выступление | завершил выступление |

Женщины
| Спортсмен       | Дисциплина                         | Квалификация | Квалификация | Финал                 | Финал                 |
| Спортсмен       | Дисциплина                         | Баллы        | Место        | Баллы                 | Место                 |
| --------------- | ---------------------------------- | ------------ | ------------ | --------------------- | --------------------- |
| Лисбет Эрнандес | Пневматическая винтовка, 10 метров | 624,7        | 36           | завершила выступление | завершила выступление |
| Лайна Перес     | Пистолет, 25 метров                | 577          | 24           | завершила выступление | завершила выступление |
| Лайна Перес     | Пневматический пистолет, 10 метров | 560          | 39           | завершила выступление | завершила выступление |

## Стрельба из лука
Куба завоевала одно место в мужской индивидуальный олимпийский турнир на Финальном квалификационном турнире 2024 года в Анталии, Турция.
| Спортсмен  | Дисциплина                        | Предварительный раунд | Предварительный раунд | 1/32                    | 1/16             | 1/8                  | Четвертьфиналы       | Полуфиналы           | Финал / За 3 место   | Финал / За 3 место   |
| Спортсмен  | Дисциплина                        | Результат             | Посев                 | Соперник Счет           | Соперник Счет    | Соперник Счет        | Соперник Счет        | Соперник Счет        | Соперник Счет        | Место                |
| ---------- | --------------------------------- | --------------------- | --------------------- | ----------------------- | ---------------- | -------------------- | -------------------- | -------------------- | -------------------- | -------------------- |
| Уго Франко | Мужчины индивидуальное первенство | 669                   | 21                    | MEXБруно Мартинес В 7–3 | CHNВан Янь П 2–6 | завершил выступление | завершил выступление | завершил выступление | завершил выступление | завершил выступление |

## Тхэквондо
Куба завоевала по одному месту в мужском и женском турнирах на Панамерикансомй квалификационном турнире 2024 года в Санто-Доминго, Доминиканская Республика.
| Спортсмен       | Дисциплина          | 1/8 финала              | Четвертьфиналы            | Полуфиналы            | Утеш. поединки             | Финал/За 3 место      | Финал/За 3 место      |
| Спортсмен       | Дисциплина          | Соперник Результат      | Соперник Результат        | Соперник Результат    | Соперник Результат         | Соперник Результат    | Место                 |
| --------------- | ------------------- | ----------------------- | ------------------------- | --------------------- | -------------------------- | --------------------- | --------------------- |
| Рафаэль Альба   | Мужчины свыше 80 кг | TURЭмре Куталмыш В 2–0  | GBRКейден Каннингем П 1–2 | —                     | NIGАбдулразак Иссуфу В 2–1 | CROИван Шапина В 2–0  | 3                     |
| Арлеттис Акоста | Женщины свыше 67 кг | GERЛорена Брандль П 0–2 | завершила выступление     | завершила выступление | завершила выступление      | завершила выступление | завершила выступление |

## Тяжёлая атлетика
Куба получила одно место в женских соревнованиях в соответствии с олимпийским рейтингом IWF.
| Спортсмен     | Категория        | Рывок     | Рывок | Толчок    | Толчок | Всего | Место |
| Спортсмен     | Категория        | Результат | Место | Результат | Место  | Всего | Место |
| ------------- | ---------------- | --------- | ----- | --------- | ------ | ----- | ----- |
| Айамей Медина | Женщины до 81 кг | 100       | 11    | NM        | NM     | DNF   | DNF   |